# Afropisaura rothiformis
Espèce
Synonymes
- Pisaura rothiformis Strand, 1908
- Pisaura rothiformis orientalis Strand, 1913
- Rothus faradjensis Lessert, 1928

Afropisaura rothiformis est une espèce d'araignées aranéomorphes de la famille des Pisauridae.

## Distribution
Cette espèce se rencontre au Nigeria, au Cameroun, en Éthiopie, en Somalie, en Ouganda, au Burundi, en Tanzanie, au Congo-Kinshasa, en Angola et en Afrique du Sud.

## Description
Les mâles mesurent de 9 à 10 mm.
Le mâle mesure 10 mm et la femelle 11 mm.

## Systématique et taxinomie
Cette espèce a été décrite sous le protonyme Pisaura rothiformis par Strand en 1908. Elle est placée dans le genre Afropisaura par Blandin en 1976.
Pisaura rothiformis orientalis a été placé en synonymie par Roewer en 1955.
Rothus faradjensis a été placé en synonymie par Blandin en 1976.

## Publication originale
- Strand, 1908 : « Exotisch araneologisches.-I. Amerikanische hauptsächlich in Peru, Bolivien und Josemitetal in Californien gesammelte Spinnen. » Zeitschrift für die gesammten Naturwissenschaften, vol. 61, no 5, p. 223-295 (texte intégral).